# Удень-Зевой
Удень-Зевой, Удені-Зевой (рум. Udeni-Zăvoi) — село у повіті Арджеш в Румунії. Входить до складу комуни Келінешть.
Село розташоване на відстані 97 км на північний захід від Бухареста, 10 км на схід від Пітешть, 109 км на північний схід від Крайови, 103 км на південний захід від Брашова.

## Населення
За даними перепису населення 2002 року у селі проживала 591 особа, з них 590 осіб (99,8%) румунів. Усі жителі села рідною мовою назвали румунську.